# 自動空戦フラップ
自動空戦フラップ（じどうくうせんふらっぷ）とは、大東亜戦争（太平洋戦争）中に日本海軍の戦闘機用として開発された、空戦時に機体速度と機体荷重(G)に応じて自動展開されるフラップもしくはその制御システム全体のことである。加速度感知を水銀柱によって行う川西航空機で開発された方式のものと、空盒によっておこなう海軍航空技術廠が開発した方式のものがある。川西航空機が開発したものは水上戦闘機「強風」に初めて装備され、以降、局地戦闘機「紫電」「紫電改（紫電二一型）」「陣風」「烈風」「震電」など海軍の単座戦闘機が同様の空戦フラップを実装、または装備が計画された。ただし、「烈風」は川西式の自動空戦フラップを装備して飛行実験中であったが、昭和20年7月27日の研究会において空技廠製「空盒式自動空戦フラップ」に変更することが決定されている。

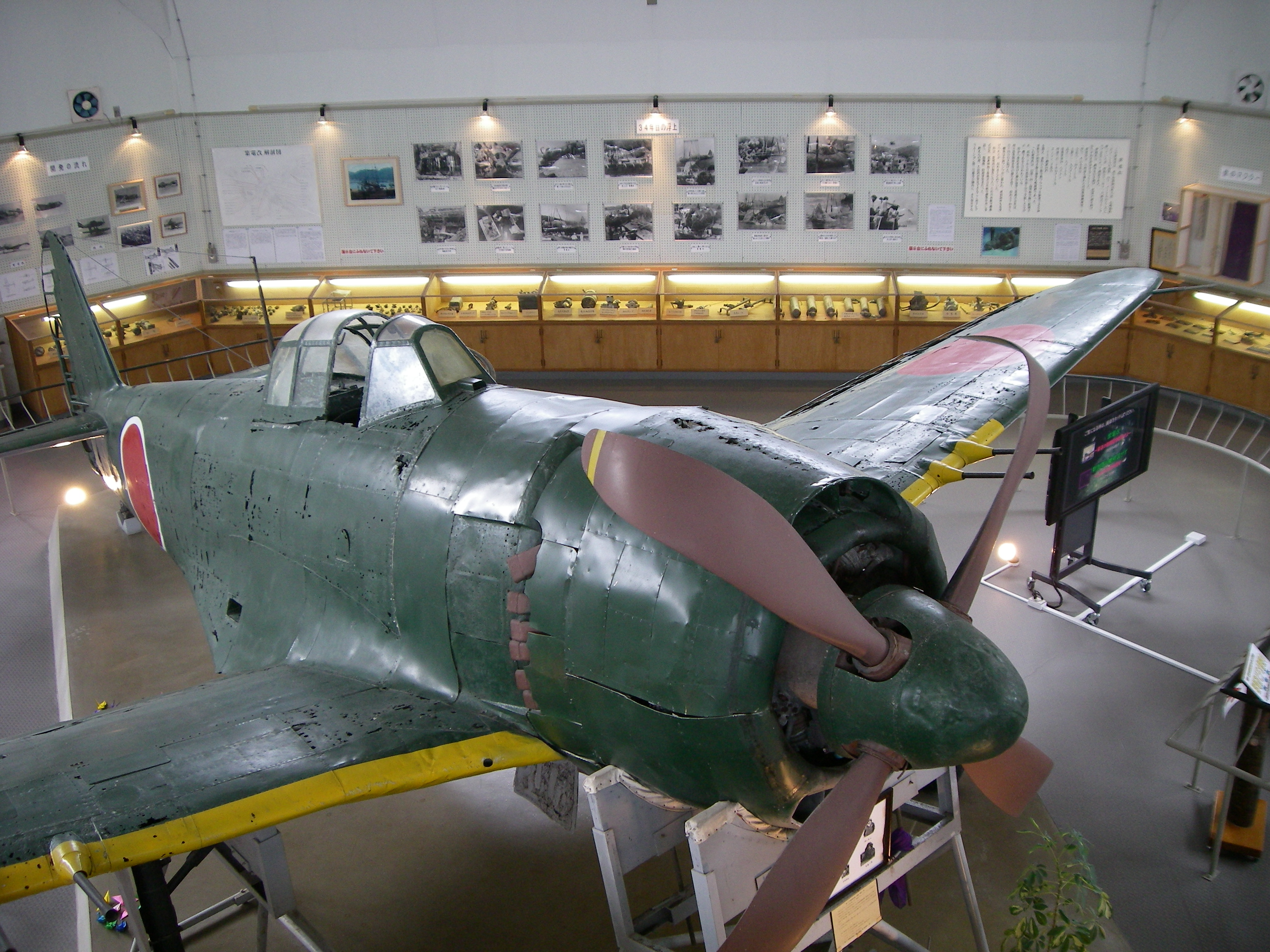
紫電改展示館（愛媛県愛南町）

この項では川西製のものについて説明する。

## 概要
速度を落としながら効率的に旋回するために離着陸等に用いられるフラップを空戦で使用するという戦法は一部の熟練パイロットが零戦で用いていたものである。運動（速度）エネルギーが充分ある状態では補助翼に加えてフラップを下げることにより旋回半径を小さくして急激な方向転換を可能とする。（ただし、運動エネルギーが不充分なままフラップを下げれば失速するという問題もある。）
その有効性は認められていたものの未熟な若年パイロットでは緊迫した空戦の最中にフラップ操作を行うことは不可能であったため、容易にそれを行えるようにフラップの角度を手動で二段階程度変えられる空戦フラップが発案され、「一式戦闘機」「二式戦闘機」（蝶型フラップ付）や「雷電」（ファウラーフラップ付）等の機体に実装された。
しかし揚抗比（機体に働く揚力と抗力の比）が最適になるようなフラップ角はある速度と荷重（揚力と同量・逆方向の慣性力）に対して狭い範囲に限られており、少数の有段式ではフラップ角が非効率になりがちであった。また手動式であったために緊迫してくると空戦フラップの操作どころではなくなってしまうという欠点もあった。そこで非熟練パイロットが空戦中に行うのは難しい調節を、速度検知によって自動的に妥当なフラップ下げ角を設定する装置が自動空戦フラップである。
川西航空機設計課の強度試験場係長清水三郎技師（後の新明和工業専務）を中心とした技術陣は、揚力係数をマノメータ（液柱圧力計）類似の装置でセンシングして適切なフラップ角に自動調節されるシステムを考案し、これを自動空戦フラップとして開発することにした。速度計の改造と制御用電磁石の設計には設計課電気係の仲精吾、田中賀之がそれぞれ携わった。1943年5月に最初の試作品が完成し、同年6月5日にこれを取り付けた強風の実験機が飛行を行っている。これは古典的なシステムではあったが、マノメータを使用するという着眼点が的確で装置の信頼性を保証することにつながった。装置の核となるマノメータを納めたユニットはコンパクトで、手のひらにのせられるくらいの大きさであったという。
この装置により、強風は翼面荷重が比較的大きかったにもかかわらず、軽快な運動性を持った前任機である「二式水上戦闘機」に準じる旋回性能を有することができた。また紫電改では主翼や胴体内の燃料タンクが防弾仕様となり、更に自動消火装置、防弾ガラス、防弾板の装備により重量増加を招いていたが、この装置のおかげで機動性を保持することができた。
当初の目的通り自動空戦フラップによってベテランパイロットと若年パイロットとの差を埋めることができ、紫電改を配備した松山基地の精鋭部隊・第三四三海軍航空隊ではベテランと共に若年パイロットが活躍する一助となった。優れた効果を発揮したため日本軍では局地戦である震電にまで装備を要求するなど半ば標準装備のような扱いであった。
装置は任意でオンオフできるものであったため、手動での操作に慣れたベテランパイロットの中には使用しない者もいた。

## 仕組

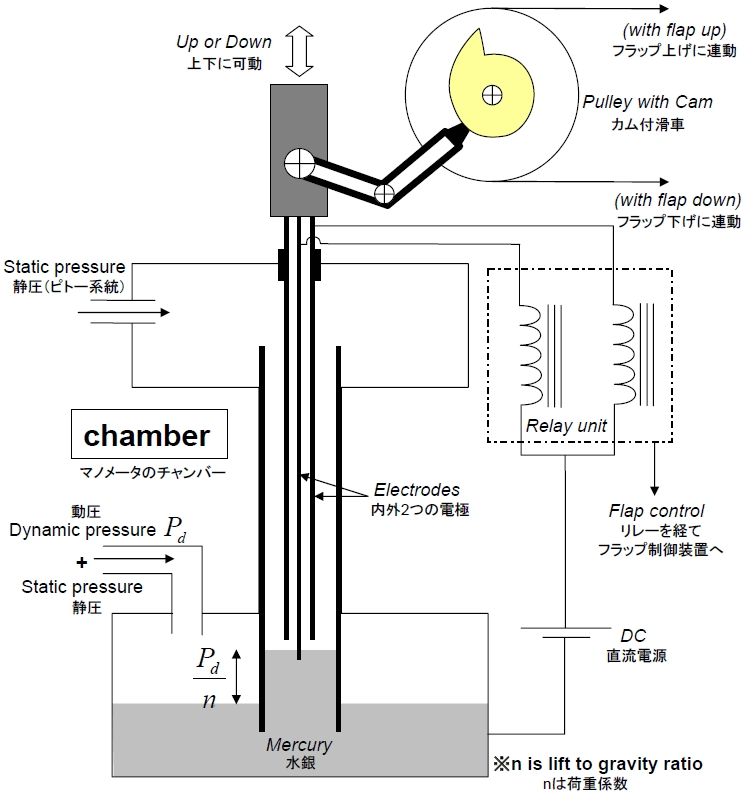
自動空戦フラップのマノメータと電極を用いたセンサー部分の概略図。実際のチャンバー形状やシステムはもう少し複雑で、背面飛行や高速飛行時にフラップが動作しないようにする工夫も施されていた。

機体の速度・荷重によって変化する揚力係数{\displaystyle C_{L}}を求めることができれば最適なフラップ角を決めることができる。ここで機体にかかる重力（重量）{\displaystyle W}、主翼面積{\displaystyle S}、動圧{\displaystyle P_{d}}、荷重係数（揚力が重力の何倍か表す量）{\displaystyle n}とすれば

{\displaystyle C_{L}={\frac {nW}{SP_{d}}}}

と書け、重量{\displaystyle W}と翼面積{\displaystyle S}が一定ならば{\displaystyle C_{L}}は{\displaystyle n/P_{d}}に比例する。つまりこの{\displaystyle n/P_{d}}を検出できればよいのだが、これはマノメータを用いれば容易に実現できる。マノメータとは2点の圧力差を液体（多くは水銀）柱の高さ（の差）として現す圧力計である。マノメータの一種であるピトー管の仕組と構造を考えればまず動圧は測定できることがわかるが、実は水銀柱の高さには荷重係数も影響しており、その高さを{\displaystyle h}とすれば{\displaystyle h=P_{d}/n}なのである。したがって知りたい量はマノメータの水銀柱の高さ{\displaystyle h}に直接現れていることになる。
後はこの水銀柱の高さに応じてフラップが自動的に動くようになればよい。そのために川西では2種の電極をマノメータの水銀が上下する筒に挿入し、電極が水銀と接触することで生じる電流の有無によりフラップの上げ・下げ・停止を行うシステムを構築した。この電極は一方が円筒状をしており、その中を芯状のもう一方の電極が通っていた。電極の先端は円筒側が芯側より若干短くなっており、両方水銀に浸った場合はフラップ上げ、芯側のみ浸った場合は停止（中立）、両方水銀から離れた場合はフラップ下げを行うような回路と油圧システムが組まれていた。そして油圧によりフラップが動作するとそれとワイヤーで接続された滑車が回り、さらにその滑車と同軸で回るカムがシーソーで連結された電極を上下させ、電極の芯側のみが水銀に浸っている中立状態に持っていくような仕組みになっていた。なおフラップの最適角はこのカムの形状で決められていた。

## コンセプトを同じくする装置
1930年代に設計されたメッサーシュミット Bf109は手動式フラップとは別に、低速時の空力性能向上と同時に空戦時の旋回性の向上あるいは耐失速性の向上のため、迎え角によって発生する前縁下部の空気圧差で調整される自動スラット（前縁フラップの一種）を装備しており、高く評価されていた。これに倣ってスラットを採用する例は他にもみられ、超音速戦闘機の時代にもF-4、MiG-23などに採用された。
また、60年代以降はコンピュータによる航空機の自動制御システムが進化している。現代航空機においては、フラップは離着陸時だけでなく、旋回や水平飛行時にも操縦装置のコンピュータによって、他の動翼と複合的に自動で動作するものになっている。これは自動空戦フラップとコンセプトを同じくするものであるが、同時に自動でフラップが動作する事が空戦時に限られない事と、自動制御がフラップに限られたものでなくなった事を意味し、「自動空戦フラップ」とあえて呼称する事はなくなり、「空戦フラップとしても用いられる」といった、フラップの機能のひとつとして言及される事がほとんどである。あるいは総合的な機動性向上に用いるという事で「機動フラップ」といった呼称を使う例もある。
例外的なものとして、F-5戦闘機のE/F型は「空戦フラップ」を採用したとされるが、これは当初のA/B型には装備されていなかった自動制御のシステムが、改良時にフラップに関して付加されたため、フラップによる空戦性能の向上が特筆されたからである。